# Maison-Feyne
Maison-Feyne är en kommun i departementet Creuse i regionen Nouvelle-Aquitaine i de centrala delarna av Frankrike. Kommunen ligger i kantonen Dun-le-Palestel som tillhör arrondissementet Guéret. År 2022 hade Maison-Feyne 284 invånare.

## Befolkningsutveckling
Antalet invånare i kommunen Maison-Feyne
Referens:INSEE